# Savonburg
Savonburg är en ort i Allen County i Kansas. Vid 2010 års folkräkning hade Savonburg 109 invånare.